# Draba meskhetica
Draba meskhetica är en korsblommig växtart som beskrevs av Leonida S. Chinthibidze. Draba meskhetica ingår i släktet drabor, och familjen korsblommiga växter. Inga underarter finns listade i Catalogue of Life.